# Tokyo Dark
Tokyo Dark (jap. 東京ダーク, Tōkyō dāku) ist ein Adventure-Computerspiel des Independent-Entwicklers Cherrymochi und wurde am 7. September 2017 von Square Enix für Microsoft Windows und macOS veröffentlicht. Die Neuauflage Tokyo Dark: Remembrance wurde am 7. November 2019 für Nintendo Switch und am 10. Januar 2020 für PlayStation 4 veröffentlicht.

## Spielmechanik
Tokyo Dark ist ein Genremix aus Point-and-Click und Visual Novel mit Horror-Elementen, Rätselabschnitten und einer Geschichte, die an bestimmten Stellen je nach Spielereingabe anders verläuft. Die Entscheidungen des Spielers haben Auswirkungen auf die Persönlichkeit der Protagonistin, was wiederum Ereignisse und Personen im Umfeld der Heldin beeinflusst. Mithilfe des sogenannten S.P.I.N.-Systems wird die Persönlichkeit der Protagonistin festgehalten; S steht für „Sanity“ (Vernunft), P für „Professionalism“ (Professionalität), I für „Investigation“ (Ermittlung) und N für „Neurosis“ (Neurose). Je nachdem welche Entscheidungen der Spieler trifft und wie es um das S.P.I.N.-System aussieht, erhält der Spieler ein anderes Ende. Nach dem ersten Spieldurchgang wird ein Modus namens „Neues Spiel Plus“ freigeschaltet, wodurch der Spieler die restlichen Enden freischalten, aber auch neue Szenen und ein zusätzliches Ende entdecken kann.

## Handlung
Der Spieler übernimmt die Rolle von Detective Itō Ayami (gesprochen von Asama Hikage). Seit ein paar Tagen wird ihr Partner, Detective Tanaka Kazuki, vermisst. Während sie nach ihm sucht, wird sie immer tiefer in einen mysteriösen Fall verstrickt und ist gezwungen, sich ihrer eigenen Vergangenheit zu stellen. Je nach Spielerstatistiken und Grad des Wahnsinns kann eins von elf verschiedenen Enden erreicht werden.

## Charaktere
- Detective Itō Ayami

Die Protagonistin des Spiels und Mitglied des Tokyo Metropolitan Police Department Criminal Investigation.
- Detective Tanaka Kazuki

Er ist Detective Itōs verschwundener Partner.
- Hauptkommissar Yukimura

Der Hauptkommissar des Tokyo Metropolitan Police Department und zuständig für den Fall.
- Reina

Ein mysteriöses Mädchen aus Detective Itōs Vergangenheit.

## Entwicklung
Das Spiel wurde über Kickstarter.com finanziert. Das Ziel der Kampagne war 40.000 CAD und wurde mit einer Summe von insgesamt 225.000 CAD überschritten. Es enthält einen Soundtrack vom Sänger der Band Reign of Fury, Matt 'Bison' Steed. Die animierten Sequenzen wurden von Graphinica produziert, während der japanische Schriftsteller Ureshino Kimi für die japanische Lokalisierung verantwortlich war. Tokyo Dark wurde unter anderem von Shenmue, Heavy Rain, Clock Tower und The Blackwell Legacy sowie von The Cat Lady und Neverending Nightmares inspiriert. Am 4. August 2018 wurde eine deutschsprachige „Fansub“-Übersetzung veröffentlicht. Die Schauplätze im Spiel wurden real existierenden Orten in Tokio nachempfunden, zum Beispiel Kamakura oder Aokigahara.
Eine erweiterte Version des Spiels mit dem Titel Tokyo Dark: Remembrance wurde im August 2018 für Nintendo Switch und PlayStation 4 angekündigt. Die neue Version enthält zusätzliche Inhalte, neue Enden und die vollständige deutsche Übersetzung – erstmals in offizieller Form. Die Nintendo-Switch-Version wurde am 7. November 2019 veröffentlicht, während die PlayStation-4-Version am 10. Januar 2020 folgte.

## Rezeption
Bei dem Review-Aggregator Metacritic hält die PC-Version des Spiels eine Wertung von 70 basierend auf 20 Kritiken, was „gemischten oder durchschnittlichen Reviews“ entspricht. Die Neuauflage Tokyo Dark: Remembrance für Nintendo Switch erhielt eine Wertung von 74 basierend auf 6 Kritiken, was ebenfalls „gemischten oder durchschnittlichen Reviews“ entspricht.
Hardcore Gamer vergibt 4 von 5 Punkten und sagt: „Insgesamt stellt Tokyo Dark einen weiteren eindrucksvollen und überraschend packenden Titel im Portfolio von Square Enix Collective dar, im Sinne von Maßstab, aber noch mehr in Atmosphäre.“
Gita Jackson von Kotaku sagte über das Spiel: „Obwohl es ein Spiel über eine verfluchte Maske ist, ist Tokyo Dark auch überwiegend eine Geschichte über Menschen. Wie bei den besten Arten von Horror will es eine fundamentale Wahrheit über die Gesellschaft aufdecken.“
Auf Gamespew erhielt das Spiel eine Wertung von 80 % und der Mitredakteur Richard Seagrave sagte: „Tokyo Dark ist mit seiner gruseligen Erzählung, dem starken visuellen Stil und dem atmosphärische Soundtrack eins der spannendsten Point-and-Click-Adventures, die ich seit Langem gespielt habe. Der Schreibstil ist auf den Punkt, das Tempo rasant und obwohl es einem ziemlich linear vorkommt, haben die Entscheidungen doch regelmäßig ernste Auswirkungen. Es ist eins dieser Spiele, die einen vereinnahmen und nicht mehr loslassen, bis der Abspann läuft. Und je nachdem, welches Ende man bekommt, will man direkt wieder von vorne anfangen und ein weiteres entdecken, bis man mit dem Ergebnis zufrieden ist.“

## Auszeichnungen und Nominierungen
- „Vermillion Gate Award Winner“ bei BitSummit 4th
- „Magical Presence Award Nominee“ bei BitSummit 4th
- „Dengeki PlaySation Indies on the Rise Award Nominee“ bei BitSummit 4th